# Ligase
 (août 2023).

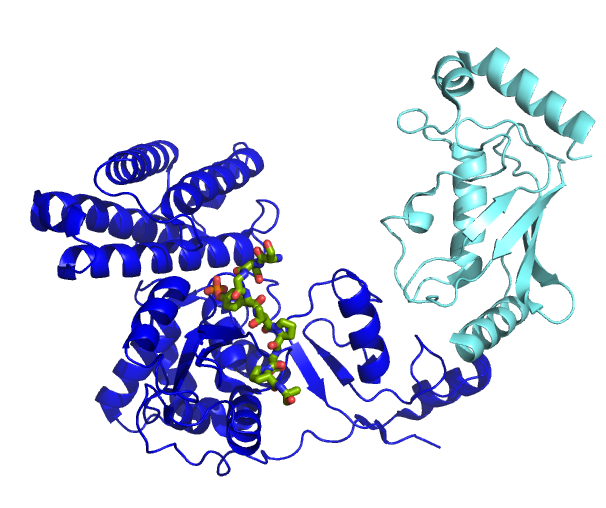
E3 ubiquitine-protéine ligase CBL (bleu foncé) en complexe avec l'enzyme E2 (cyan)PDB 4a4c

En biochimie, une ligase est une enzyme qui catalyse la jonction de deux molécules (en anglais ligation) par de nouvelles liaisons covalentes avec l’hydrolyse concomitante de l'ATP ou d'autres molécules similaires. Elle forme des liaisons phosphodiesters de l'extrémité 3' hydroxylée à l'extrémité 5' phosphorylée.

## Nomenclature
Le nom courant des enzymes de type ligase inclut souvent le terme « ligase » comme l'ADN-ligase du phage T4 utilisé pour structurer des fragments d'ADN. D'autres noms courants utilisent le mot « synthétase » car ces enzymes catalysent la synthèse de nouvelles molécules.
Les enzymes synthétases diffèrent des enzymes synthases (bien qu'elles soient toutes deux des enzymes du groupe des ligases). Les synthases, contrairement aux synthétases, n'utilisent pas l'énergie libérée par la déphosphorylation des nucléotides triphosphates (comme l'ATP, la GTP, la CTP, la TTP et l'UTP) pour catalyser sa réaction. En bref, la synthase forme et défait les doubles liaisons d'une protéinealors que la synthétase forme des liaisons covalentes moléculaires non spécifique d'une catégorie de molécule. 

## Classification
Les ligases sont classées  EC 6 dans la nomenclature EC des enzymes. Cette classe peut ensuite être divisée en six sous-classes :

### EC 6.1: regroupe les ligases qui forment des liaisons carbone-oxygène
EC 6.1.1.1 tyrosine
ARNt ligase
EC 6.1.1.2 tryptophane
ARNt ligase
EC 6.1.1.3 thréonine
ARNt ligase
EC 6.1.1.4 leucine
ARNt ligase
EC 6.1.1.5 isoleucine
ARNt ligase
EC 6.1.1.6 lysine
ARNt ligase
EC 6.1.1.7 alanine
ARNt ligase
EC 6.1.1.8 supprimé
EC 6.1.1.9 valine ARNt ligase
EC 6.1.1.10 methionine
ARNt ligase
EC 6.1.1.11 serine
ARNt ligase
EC 6.1.1.12 aspartate
ARNt ligase
EC 6.1.1.13 D-alanine-poly(phosphoribitol) ligase
EC 6.1.1.14 glycine
ARNt ligase
EC 6.1.1.15 proline
ARNt ligase
EC 6.1.1.16 cysteine ARNt
ligase
EC 6.1.1.17 glutamate
ARNt ligase
EC 6.1.1.18 glutamine
ARNt ligase
EC 6.1.1.19 arginine ARNt ligase
EC 6.1.1.20 phenylalanine
ARNt ligase
EC 6.1.1.21 histidine
ARNt ligase
EC 6.1.1.22 asparagine
ARNt ligase
EC 6.1.1.23 aspartate
ARNt Asn ligase
EC 6.1.1.24 glutamate
ARNtGln ligase
EC 6.1.1.25 supprimé
EC 6.1.1.26 pyrrolysine
ARNt Pyl ligase
EC 6.1.1.27 O-phosphoserine ARNt ligase

### EC 6.2: regroupe les ligases qui forment des liaisons carbone-soufre
EC 6.2.1.1 acetate—CoA ligase
EC 6.2.1.2 butyrate—CoA ligase
EC 6.2.1.3 acide a long chaine —CoA ligase
EC 6.2.1.4 succinate—CoA ligase (GDP-formation)
EC 6.2.1.5 succinate—CoA ligase (ADP-formation)
EC 6.2.1.6 glutarate—CoA ligase
EC 6.2.1.7 cholate—CoA ligase
EC 6.2.1.8 oxalate—CoA ligase
EC 6.2.1.9 malate—CoA ligase
EC 6.2.1.10 acide—CoA ligase (GDP-formation)
EC 6.2.1.11 biotine—CoA ligase
EC 6.2.1.12 4-coumarate—CoA ligase
EC 6.2.1.13 acetate—CoA ligase (ADP-formation)
EC 6.2.1.14 6-carboxyhexanoate—CoA ligase
EC 6.2.1.15 arachidonate—CoA ligase
EC 6.2.1.16 acetoacetate—CoA ligase
EC 6.2.1.17 propionate—CoA ligase
EC 6.2.1.18 citrate—CoA ligase
EC 6.2.1.19 acide à long chaine—luciferine- composant ligase
EC 6.2.1.20 acide à long chaine—[acyl- carrier -proteine]
ligase
EC 6.2.1.21 remplacé par EC 6.2.1.30
EC 6.2.1.22 [citrate (pro-3S)-lyase] ligase
EC 6.2.1.23 dicarboxylate—CoA ligase
EC 6.2.1.24 phytanate—CoA ligase
EC 6.2.1.25 benzoate—CoA ligase
EC 6.2.1.26 o-succinylbenzoate—CoA
ligase
EC 6.2.1.27 4-hydroxybenzoate—CoA ligase
EC 6.2.1.28 3α,7α-dihydroxy-5β-cholestanate—CoA ligase
EC 6.2.1.29 supprimé
EC 6.2.1.30 phenylacetate—CoA ligase
EC 6.2.1.31 2-furoate—CoA ligase
EC 6.2.1.32 anthranilate—CoA ligase
EC 6.2.1.33 4-chlorobenzoate—CoA ligase
EC 6.2.1.34 trans-feruloyl-CoA
synthase
EC 6.2.1.35 ACP-SH:acetate ligase
EC 6.2.1.36 3-hydroxypropionyl-CoA synthase
EC 6.2.1.37 3-hydroxybenzoate—CoA ligase
EC 6.2.1.38 (2,2,3-trimethyl-5-oxocyclopent-3-enyl)acetyl-CoA
synthase
EC 6.2.1.39 [butirosin acyl-carrier protein]—L-glutamate
ligase
EC 6.2.1.40 4-hydroxybutyrate—CoA ligase

### EC 6.3: regroupe les ligases qui forment des liaisons carbone-azote
EC 6.3.1.1 aspartate—ammoniaque ligase
EC 6.3.1.2 glutamate—ammoniaque ligase
EC 6.3.1.3 maintenant EC 6.3.4.13
EC 6.3.1.4 aspartate—ammoniaque ligase (ADP-formation)
EC 6.3.1.5 NAD+ synthase
EC 6.3.1.6 glutamate—ethylamine ligase
EC 6.3.1.7 4-methyleneglutamate—ammoniaque ligase
EC 6.3.1.8 glutathionylspermidine synthase
EC 6.3.1.9 trypanothione synthase
EC 6.3.1.10 adenosylcobinamide-phosphate synthase
EC 6.3.1.11 glutamate—putrescine ligase
EC 6.3.1.12 D-aspartate ligase)
EC 6.3.1.13 L-cysteine:1D-myo-inositol
2-amino-2-deoxy-α-D-glucopyranoside ligase
EC 6.3.1.14 diphthine—ammoniaque ligase
EC 6.3.1.15 8-demethylnovobiocic acide synthase
EC 6.3.1.16 transféré à EC 6.3.3.6
EC 6.3.1.17 β-citrylglutamate synthase
- EC 6.3.2 Acide—Amino-Acide Ligases (Peptide Synthases)

EC 6.3.2.1 pantoate—β-alanine ligase
EC 6.3.2.2 glutamate—cysteine ligase
EC 6.3.2.3 glutathione synthase
EC 6.3.2.4 D-alanine—D-alanine ligase
EC 6.3.2.5 phosphopantothenate—cysteine
ligase
EC 6.3.2.6 phosphoribosylaminoimidazolesuccinocarboxamide
synthase
EC 6.3.2.7 UDP-N-acetylmuramoyl-L-alanyl-D-glutamate—L-lysine
ligase
EC 6.3.2.8 UDP-N-acetylmuramate—L-alanine
ligase
EC 6.3.2.9 UDP-N-acetylmuramoylalanine—D-glutamate
ligase
EC 6.3.2.10 UDP-N-acetylmuramoylalanyl-tripeptide—D-alanyl-D-alanine
ligase
EC 6.3.2.11 carnosine synthase
EC 6.3.2.12 dihydrofolate synthase
EC 6.3.2.13 UDP-N-acetylmuramoyl-L-alanyl-D-glutamate—2,6-diaminopimelate
ligase
EC 6.3.2.14 enterobactine synthase
EC 6.3.2.15 supprimé à cause de EC 6.3.2.10
EC 6.3.2.16 D-alanine—alanyl-poly(glycerolphosphate)
ligase
EC 6.3.2.17 tetrahydrofolate synthase
EC 6.3.2.18 γ-glutamylhistamine synthase
EC 6.3.2.19 ubiquitine—proteine ligase
EC 6.3.2.20 indoleacetate—lysine synthetase
EC 6.3.2.21 ubiquitin—calmodulin ligase
EC 6.3.2.22 devenue EC 6.3.1.14
EC 6.3.2.23 homoglutathione synthase
EC 6.3.2.24 tyrosine—arginine ligase
EC 6.3.2.25 tubuline—tyrosine ligase
EC 6.3.2.26 N-(5-amino-5-carboxypentanoyl)-L-cysteinyl-D-valine
synthase
EC 6.3.2.27 remplacé par EC 6.3.2.38 et EC 6.3.2.39
EC 6.3.2.28 L-amino-acide α-ligase
EC 6.3.2.29 cyanophycine synthase
(L-aspartate-adding)
EC 6.3.2.30 cyanophycine synthase
(L-arginine-adding)
EC 6.3.2.31 coenzyme F420-0:L-glutamate
ligase
EC 6.3.2.32 coenzyme γ-F420-2:α-L-glutamate
ligase
EC 6.3.2.33 tetrahydrosarcinapterin synthase
EC 6.3.2.34 coenzyme F420-1:γ-L-glutamate
ligase
EC 6.3.2.35 D-alanine—D-serine ligase
EC 6.3.2.36 4-phosphopantoate—β-alanine
ligase
EC 6.3.2.37 UDP-N-acetylmuramoyl-L-alanyl-D-glutamate—D-lysine
ligase
EC 6.3.2.38 N2-citryl-N6-acetyl-N6-hydroxylysine
synthase
EC 6.3.2.39 aerobactine synthase
EC 6.3.2.40 cyclopeptine synthase
EC 6.3.2.41 N-acetylaspartylglutamate synthase
EC 6.3.2.42 N-acetylaspartylglutamylglutamate synthase
EC 6.3.3 Cyclo-Ligases (des enzymes qui forment des noyaux
hétérocycliques)
EC 6.3.3.1 phosphoribosylformylglycinamidine
cyclo-ligase
EC 6.3.3.2 5-formyltétrahydrofolate
cyclo-ligase
EC 6.3.3.3 dethiobiotine synthase
EC 6.3.3.4 (carboxyethyl)arginine β-lactam-synthase
EC 6.3.3.5 O-ureido-D-serine cyclo-ligase
EC 6.3.3.6 carbapename-3-carboxylate
synthase
EC 6.3.4 autre Carbone-Azote Ligases
EC 6.3.4.1 remplacé par EC 6.3.5.2
EC 6.3.4.2 CTP synthase (glutamine hydrolyse)
EC 6.3.4.3 formate—tetrahydrofolate ligase
EC 6.3.4.4 adenylosuccinate synthase
EC 6.3.4.5 argininosuccinate synthase
EC 6.3.4.6 urea carboxylase
EC 6.3.4.7 ribose-5-phosphate—ammoniaque
ligase
EC 6.3.4.8 imidazoleacetate—phosphoribosyldiphosphate
ligase
EC 6.3.4.9 biotine—[methylmalonyl-CoA-carboxytransferase]
ligase
EC 6.3.4.10 biotine—[propionyl-CoA-carboxylase
(ATP-hydrolysing)] ligase
EC 6.3.4.11 biotine—[methylcrotonoyl-CoA-carboxylase]
ligase
EC 6.3.4.12 glutamate—methylamine ligase
EC 6.3.4.13 phosphoribosylamine—glycine
ligase
EC 6.3.4.14 biotine carboxylase
EC 6.3.4.15 biotine—[acetyl-CoA-carboxylase]
ligase
EC 6.3.4.16 carbamoyl-phosphate synthase
(ammonia)
EC 6.3.4.17 formate—dihydrofolate ligase
EC 6.3.4.18 5-(carboxyamino)imidazole
ribonucleotide synthase
EC 6.3.4.19 tRNAIle-lysidine
synthetase
EC 6.3.4.20 7-cyano-7-deazaguanine synthase
EC 6.3.4.21 nicotinate
phosphoribosyltransferase
EC 6.3.4.22 tRNAIle2-agmatinylcytidine
synthase
EC 6.3.4.23 formate—phosphoribosylaminoimidazolecarboxamide
ligase
EC 6.3.5 Carbone-Azote Ligases avec Glutamine comme Amido-N-Donneur.
EC 6.3.5.1 NAD+ synthase (glutamine-hydrolyse)
EC 6.3.5.2 GMP synthase (glutamine-hydrolyse)
EC 6.3.5.3 phosphoribosylformylglycinamidine
synthase
EC 6.3.5.4 asparagine synthase
(glutamine-hydrolyse)
EC 6.3.5.5 carbamoyl-phosphate synthase
(glutamine-hydrolyse)
EC 6.3.5.6 asparaginyl-tRNA synthase
(glutamine-hydrolyse)
EC 6.3.5.7 glutaminyl-tRNA synthase (glutamine-hydrolyse)
EC 6.3.5.8 devenu EC 2.6.1.85
EC 6.3.5.9 hydrogenobyrinic acid a,c-diamide synthase
(glutamine-hydrolyse)
EC 6.3.5.10 adenosylcobyric acid synthase (glutamine-hydrolysing) EC 6.3.5.11 cobyrinate a,c-diamide synthase

### EC 6.4: regroupe les ligases qui forment des liaisons carbone-carbone
EC 6.4.1.1 pyruvate carboxylase
EC 6.4.1.2 acetyl-CoA carboxylase
EC 6.4.1.3 propionyl-CoA carboxylase
EC 6.4.1.4 methylcrotonoyl-CoA carboxylase
EC 6.4.1.5 geranoyl-CoA carboxylase
EC 6.4.1.6 acetone carboxylase
EC 6.4.1.7 2-oxoglutarate carboxylase
EC 6.4.1.8 acetophenone carboxylase

### EC 6.5: regroupe les ligases qui forment des liaisonsester phosphorique
EC 6.5.1.1 ADN ligase (ATP)
EC 6.5.1.2 ADN ligase (NAD+)
EC 6.5.1.3 ARN ligase (ATP)
EC 6.5.1.4 ARN 3'-terminal-phosphate cyclase (ATP)
EC 6.5.1.5 ARN 3'-terminal-phosphate cyclase (GTP)

### EC 6.6: regroupe les ligases qui forment des liaisons azote-métal
EC 6.6.1.1 magnésium chélatase
EC 6.6.1.2 cobaltochélatase